# Trogopterus
Genre
Trogopterus est un genre de rongeurs de la famille des Sciuridae.

## Liste des espèces
Selon ITIS (3 août 2017) et Mammal Species of the World (version 3, 2005)  (3 août 2017) :
- Trogopterus xanthipes (Milne-Edwards, 1867)

Selon [Qui ?]
- Trogopterus xanthipes (Milne-Edwards, 1867)
- Trogopterus parapearsoni (Zheng, 1993)